# Turbanella amphiatlantica
Turbanella amphiatlantica is een buikharige uit de familie van de Turbanellidae. De wetenschappelijke naam van de soort werd voor het eerst geldig gepubliceerd in 2011 door Hummon en Kelly.